# Timothy D. Barnes
Timothy D. Barnes, vollständig Timothy David Barnes, (* 13. März 1942 in Yorkshire) ist ein britischer Althistoriker.

## Leben
Barnes besuchte von 1949 bis 1960 die Queen Elizabeth Grammar School in Wakefield. Er studierte am Balliol College der Universität Oxford und war ein Schüler von Ronald Syme. 1964 erlangte Barnes den Bachelor und 1967 den Master. Er wurde 1970 promoviert und für seine Dissertation 1974 mit dem Conington Prize der Universität Oxford ausgezeichnet. Nach seiner Promotion wurde er Assistant Professor für Klassische Altertumswissenschaft am University College der University of Toronto. Bereits 1972 wurde er dort Associate Professor und bekleidete diesen Posten bis zu seiner Emeritierung 2007. Anschließend kehrte er nach Europa zurück und ist seit 2008 Honorary Fellow der University of Edinburgh’s School of Divinity.
Barnes gilt international als ein hervorragender Kenner der Geschichte des frühen Christentums und allgemein der Spätantike. In diesem Zusammenhang hat sich Barnes in zahlreichen Artikeln und Monographien etwa mit Kaiser Konstantin, Tertullian, Eusebius von Caesarea und Athanasios sowie allgemein mit der diokletianisch-konstantinischen Zeit auseinandergesetzt. Daneben bildet die spätrömische Geschichtsschreibung einen seiner Forschungsschwerpunkte. Barnes behandelte dazu die Historia Augusta, Ammianus Marcellinus und die Enmannsche Kaisergeschichte. Er gilt als ein recht eigenwilliger und origineller Forscher, der durchaus von der communis opinio abweichende Forschungsmeinungen bzw. vollständig neue Ansichten vertritt, so beispielsweise in chronologischen Fragen oder hinsichtlich des Geschichtsschreibers Ammianus. Mehrere seiner Arbeiten gelten dennoch als Standardwerke.
Barnes wurde mit zahlreichen Auszeichnungen geehrt (so 1982 mit dem Philip Schaff Prize der American Society of Church History für sein Werk Constantine and Eusebius) und ist seit 1985 Fellow der Royal Society of Canada. 2011 wurde er zum Mitglied der British Academy gewählt.

## Schriften (Auswahl)
- Tertullian. A historical and literary study. Clarendon Press, Oxford 1971.
- The sources of the Historia Augusta (= Latomus. Bd. 155). Latomus, Brüssel 1978, ISBN 2-87031-005-6.
- Constantine and Eusebius. Harvard University Press, Cambridge MA 1981, ISBN 0-674-16530-6.
- The new empire of Diocletian and Constantine. Harvard University Press, Cambridge MA u. a. 1982, ISBN 0-674-61126-8.
- Early Christianity and the Roman Empire (= Variorum Collected Studies Series. Bd. 207). Variorum Reprints, London 1984, ISBN 0-86078-155-0.
- Athanasius and Constantius. Theology and politics in the Constantinian empire. Harvard University Press, Cambridge MA u. a. 1993, ISBN 0-674-05067-3.
- From Eusebius to Augustine. Selected papers 1982–1993 (= Collected Studies Series. Bd. 438). Variorum, Aldershot u. a. 1994, ISBN 0-86078-397-9.
- Ammianus Marcellinus and the representation of historical reality (= Cornell Studies in Classical Philology. Bd. 56). Cornell University Press, Ithaca NY u. a. 1998, ISBN 0-8014-3526-9.
- Early Christian Hagiography and Roman History (= Tria Corda. Bd. 5). Mohr Siebeck, Tübingen 2010, ISBN 978-3-16-150226-2.
- Constantine. Dynasty, Religion and Power in the Later Roman Empire. Wiley-Blackwell, Chichester u. a. 2011, ISBN 978-1-405-11727-2 (Rezension von Raphael Brendel).
- Zahlreiche Fachartikel, unter anderem in Phoenix (Classical Association of Canada, ISSN 0031-8299) und Journal of Roman Studies sowie mehrere Beiträge für die Forschungscolloquien zur Historia Augusta.